# The Jaybirds
The Jaybirds sind eine österreichische Sixties-Mod-Band aus Wien. 

## Geschichte
Die Gründung erfolgte 1989, als Bernhard Gold (Gesang), Andreas Preisl (Gitarre), Markus Zöchling (Bass) und Thomas Schmitzberger (Schlagzeug) eine authentische Sixties-Band nach den Vorbildern von The Who, The Rolling Stones, The Beatles, The Small Faces und The Kinks ins Leben riefen. Patrick Nagl (Gitarre) stieß im März 1993 als fünftes Bandmitglied hinzu. Andreas Preisl verließ die Band bereits nach der zweiten Tour 1994 (Deutschland, England, Belgien). Für ihn kam Norbert Payr (Gitarre), der jedoch die Band vor der Spielpause Juli 2001 bis Oktober 2006 bereits im Juni 1999 wieder verließ. Der erste Auftritt der Bandreunion, neuerlich in der Besetzung mit Norbert Payr, erfolgte am 28. Oktober 2006 mit einem Auftritt in der Roten Bar im Wiener Volkstheater.
Der Bandname „The Jaybirds“ wurde in Anlehnung an das Vorbild der Yardbirds gewählt, obwohl bekanntermaßen der Name bereits für eine Band von Alvin Lee in den 1960er Jahren kurze Zeit Verwendung fand. Der erste Live-Auftritt erfolgte am 25. Mai 1991 in Oberschützen. Danach sind die Jaybirds bis zum vorläufig letzten Konzert in Berlin am 16. Juni 2001 insgesamt 145× in Österreich, Deutschland, Italien, Frankreich, Spanien, England und Belgien aufgetreten. Höhepunkt war der Auftritt als Support der Rolling Stones (Bridges to Babylon) am Flugfeld in Wiener Neustadt am 11. Juli 1998. Am 9. November 1999 erfolgte ebenfalls ein Support-Auftritt vor den Yardbirds, dem Vorbild der Anfangsjahre. Die dritte und vierte große Tour erfolgte in Spanien (1995 und 1996). Im Rahmen der Bandreunion (2006 bis 2012) tourte die Band erfolgreich durch ganz Europa, u. a. als Supportband der Sonics (London 2008) oder der Standells (Madrid 2010). Der Großteil des Engagements der Jaybirds fand im Rahmen der europäischen Mod-Sixties-Veranstaltungen statt, wie z. B. Beat-O-Mania, Modstock, Purple Weekend, EUROYEYE, Le Beat Bespoke.

## Diskografie
- 7" EP „Oh Baby“: Oh Baby/Good Morning Little Schoolgirl/Let It Rock/51 Mainstreet (1993, Ilsa Records)
- 7" EP „Don't Tell Me Lies“: Don't Tell Me Lies/Why Do You Put The Hurt On Me/Just One Chance/If You Could Be Mine (1994, Ilsa Records)
- 7" EP „London Tapes“: Hold On I'm Coming/Just A Loser/It's Too Late/You Don't Have To Tell Me (1995, Ilsa Records)
- 7" It Wasn't Right/Happy Day (1998, Ilsa Records)
- 7" EP „Los Jaybirds“: Shake/Save My Soul/Baby I Need/King Lonely The Blue (1999, Animal Records)
- 7" Take Your Chance/Boy Meets Girl Storyline (2008, Time For Action Records)
- LP/CD „Teen Trash Vol.13“: Don't Tell Me Lies/Give Me Your Love/Bright Lights, Big City/Oh Baby/How Many More Times/I'm A Lover Not A Fighter/I Don't Know Why/No Time For Crying/51 Mainstreet/Love Me Like I Love You/You Make Me This Kind Of Mad/Go Back Home (1995, Music Maniac Records)
- LP/CD „Going Our Own Ways“: Going Our Own Ways/Mercy Mercy/I Wanna Be Free/Why Did You Go?/Harpstrut/On Love/Take It Easy Baby/Try It/Get Out Of My Life Woman/I'll Be Doggone/Nimm mein Herz (Take a Heart)/Go Back Home/I Need You (1996, Ilsa Records)
- LP/CD „Naked As A Jaybird“: Over Your Shoulder/Look Out Baby/Take Your Chance/Vented Feelings/I Try To Find/Most Likely You'll Go Your Way/Anything You Do/Sixty Minutes (Of Your Love)/Femme Fatale/Naked As A Jaybird/Nancy's Minuete/Mr. Ryan/A Big Thing/Boy Meets Girl Storyline (2010, Time For Action Records)
- LP Compilation "The Astounding Freak Party - Dance With the Ghoul" incl. Take Good Care (The Jaybirds); (2011, Ringolboch Records)
- CD Compilation Beat O Mania; incl. Somestack Lightning/You Never Do It Baby(1995, Music Maniac Records)
- LP Modstock 94 - Compilation Album;incl. Coming Home/You Are The Only One (1995, Detour Records)